# Schloss Burleswagen
Das Schloss Burleswagen, eine der ältesten mittelalterlichen Burganlagen (Spornburg) der Region, liegt auf einem Sporn über dem Jagsttal im Weiler Burleswagen der Gemeinde Satteldorf im Landkreis Schwäbisch Hall im nordöstlichen Baden-Württemberg.

## Geographische Lage
Das Schloss steht auf einer Höhe von 428 m ü. NN auf dem „Neidenfels“, dem nordwestlichen Mündungssporn zwischen dem Fluss und der „Neidenfelser Klinge“ genannten steilen Schlucht, durch die von Osten her fast im rechten Winkel der Entenbach der Jagst zuläuft. Er mündet etwa 50 Meter unterhalb neben dem Talweiler Neidenfels im abwärtigen Mündungswinkel. Schloss und beide kleine Ortschaften liegen etwa 1,6 Kilometer westnordwestlich der Mitte des namengebenden Dorfs der Gemeinde.

## Geschichte

Wappen der Herren von Burleswagen nach Gustav Adelbert Seyler

Das heutige Schloss besteht im Kern aus einer Burg, die vermutlich im Ursprung in die staufische Zeit zu datieren ist. Errichtet wurde sie wahrscheinlich in der zweiten Hälfte des 11. Jahrhunderts, worauf die erste urkundliche Erwähnung aus dem Jahr 1085 eines Ulrich und eines Diemar de Burlougesuac, ein vermutlich Edelfreies Geschlecht, schließen lässt.
Die Burg selbst wurde allerdings erst im Jahr 1323 erstmals selbst erwähnt, als König Ludwig der Bayer sie Werner von Burleswagen als Reichslehen verlieh.
Die Besitzer wechselten nach dem Aussterben der Erbauer ungezählte Male. Das Schloss und spätere Rittergut wurde im Dreißigjährigen Krieg zerstört und danach wieder aufgebaut.
Das Schloss war von 1819 bis zu seinem Tod im Besitz des in württembergische Ungnade gefallenen Regierungsrats Johann Gottlieb Pistorius (1762–1827), der von dort aus um seine Rehabilitierung kämpfte. Der umstrittene Pistorius wurde auch im Garten des Schlosses begraben. Spätere Besitzer wie die Freiherren von Üxküll-Gyllenband, die ursprünglich aus dem Raum Bremen stammen und Besitzungen in Schweden, im Baltikum und später auch in Baden und Württemberg hatten, und die Grafen von Soden, die das Schloss 1876 von den Üxküll erwarben, haben sich zum Erhalt von Pistorius’ Grabstätte verpflichtet. Pistorius wurde erst 1923 nach Satteldorf umgebettet. Ebenfalls seit 1923 ist das Anwesen im Privatbesitz der Familie Thorban.